# St. Pölten
Sankt Pölten, pogosto skrajšano St. Pölten (zastarelo slovensko poimenovanje Sv. Hipolit), je glavno mesto dežele Spodnja Avstrija (od leta 1986, ko se je njena uprava formalno prenesla z Dunaja) v Mostviertlu v severovzhodni Avstriji. St. Pölten je mesto z lastnim statutom (ali Statutarstadt), zato je hkrati občina in okraj, ki šteje skoraj 60.000 prebivalcev (2024) in je največje mesto v Spodnji Avstriji, čeprav samo mestno jedro šteje le okoli 23.000 ljudi. St. Pölten leži ob vznožju Alp ob reki Traisen in je bil naseljen že v kameni dobi. Je eno najstarejših mest v Avstriji. V mestu je mdr. sedež Fachhochschule, zasebne Bertha von Suttner Privatuniversität in New Design University.
Od konca 18. stoletja je tudi sedež rimskokatoliške škofije, ki obsega zahodni del Zgornje Avstrije (deli si jo z Dunajsko nadškofijo, katere sufragan je).

## Geografija
Mesto leži ob reki Traisen ob severnem vznožju Alp, južno od Wachaua. Pripada Mostviertlu, jugozahodni, eni od štirih, regiji Spodnje Avstrije.

### Uprava
St. Pölten je razdeljen na enajst okrajev, ti pa v 42 katastrskih občin:
- Harland: Altmannsdorf, Windpassing
- Ochsenburg: Dörfl bei Ochsenburg
- Pottenbrunn: Pengersdorf, Wasserburg, Zwerndorf
- Radlberg: Oberradlberg, Unterradlberg
- Ratzersdorf an der Traisen
- Spratzern: Matzersdorf, Pummersdorf, Schwadorf, Völtendorf
- Stattersdorf
- St. Georgen am Steinfelde: Eggendorf, Ganzendorf, Hart, Kreisberg, Mühlgang, Reitzersdorf, Steinfeld, Wetzersdorf, Wolfenberg, Wörth
- St. Pölten: Hafing, Nadelbach, Teufelhof, Waitzendorf, Witzendorf
- Viehofen: Ragelsdorf, Weitern
- Wagram: Oberwagram, Oberzwischenbrunn, Unterwagram, Unterzwischenbrunn

Mestni svet ima 42 poslancev. Zadnje volitve so bile oktobra 2006.
V mestnem senatu je 11 članov.
9. julija 2004 je občinski svet izvolil nekdanjega senatorja za kulturo mag. Matthiasa Stadlerja za novega župana Sankt Pöltna.

### Sosednje občine
St. Pölten  meji na (v smeri urnega kazalca s severa): Herzogenburg, Kapelln, Böheimkirchen, Pyhra, Wilhelmsburg, Ober-Grafendorf, Gerersdorf, Neidling, Karlstetten in Obritzberg-Rust.

### Podnebje
Alpsko podnebje v St. Pöltnu je zmerno hladno s precej mračnimi zimami z malo snega in poletji z veliko sonca in malo dežja.
Povprečna temperatura se giblje med -1,0 °C v januarju in 19,1 °C v juliju, letno povprečje je 9,2 °C. Povprečna količina padavin je 29,5 mm v januarju in je najnižja, ter do 88,1 mm v juliju. Večina deževnih dni je v poletnih mesecih junija in julija 10,5 in 10,7 dni, v oktobru dežuje le 6,5 dni.

## Zgodovina

### Od kamene do železne dobe
Območje današnjega St. Pöltna je bilo naseljeno že v neolitiku, približno od tretjega tisočletja pred našim štetjem. Odkrili so številne najdbe poslikane keramike. Našli so tudi sledove bronaste in železne dobe ter Keltov.

### Rimsko mesto Aelium Cetium
Od konca 1. stoletja do okoli 450 n. št. je bilo rimsko mesto Aelium Cetium točno tam, kjer je bilo v srednjem veku staro mesto St. Pölten. Aelium Cetium je bil eno najpomembnejših civilnih oskrbnih mest rimske province Noricum, iz katerega so lahko dosegli obmejna mesta na Donavi v dnevu hoda. Arheologi so leta 1988 dokumentirali številne najdbe in tako je znana skica rimskega mesta; zato menijo, da je današnja Wiener Straße/Heßstraße tam, kjer je bila rimska glavna ulica. Zgodovina rimskega mesta je znana.
V drugi polovici 4. stoletja je naseljeno območje rimskega mesta postalo manjše. V prvi polovici 5. stoletja je večina prebivalstva zapustila mesto, da bi našla varnost v naseljih vzdolž Donave. Zadnji dokument starodavnega življenja - grob skupaj s skledo - je iz okoli leta 450.  Aelium Cetium se je nato zaraščal  in sledila so stoletja prekinitve poseljenosti. 

### Prekinitev naselja
Od 5. do 8. stoletja je bilo kasnejše mesto St. Pölten res nenaseljeno, vendar pa so bile v bližini vasi. Med letoma 500 do 550 so bila odkrita majhna naselja Langobardov v severnih krajih Pottenbrunn in Unterradlberg. Razlog, da so Germani razpadajoče ostanke praznega rimskega mesta zapustili, je lahko njihova tradicionalna plašnost. 

### Ustanovitev St. Pöltna

#### Avari in frankovska država
Predpogoj za nastanek naselja, kar je zdaj St. Pölten, so veliki politični pretresi. V srednji Evropi se je od konca 6. stoletja na območje dela današnje Spodnje Avstrije pred ustanovitvijo St. Pöltna priselilo ljudstvo Avarioziroma Obri. Zahodno od Avarov je bilo v tistem času frankovsko kraljestvo, ki se je razširilo pod Karlom Velikim, tudi na vzhod. Med Avari in frankovskimi silami je izbruhnila vojna in leta 791 jih je Karel Veliki premagal. Avari so bili poraženi in so izginili okoli 822 - vsaj kot ljudje - iz zgodovine. V Spodnji Avstriji se je leta 791 in v naslednjih letih začel veličasten razmah frankovskega kraljestva in krščanske cerkvene organizacije.  V tistem času je bil poleg novih naselij in samostanov verjetno neprekinjeno naseljen tudi St. Pölten.

#### Ustanovitev
Na veliko vprašanj o ustanovitvi St. Pöltna glede na raziskave še vedno nimamo odgovora. Gotovo je, da sta bila v zgodnjem srednjem veku na območju današnje Promenade  zgrajena samostan (Hippolytklosters) in tudi naselje. Arheološko dokumentirano je, da je bil samostan zgrajen s pomočjo samostana Tegernsee, verjetno po uničenju Avarov (po 791), najpozneje do 850. Naselje še ni bilo arheološko odkrito, tako kot sta izvor imena ter lokacija v starem mestu  sporna. Mogoče je ime po vasi Treisma, saj je večkrat omenjeno v besedilih 9. stoletja. V vsakem primeru sta v dokumentu iz leta 976 naselje "Treisma" in "samostan sv. Hipolita"  omenjena. 
Mesto je dobilo ime po tem samostanu, "Pölten" je nemška oblika moškega imena "Hipolit". Zavetnik mesta je bil oče zahodne Cerkve in prvi protipapež v zgodovini Hipolit Rimski (c. 170-235).
Verjetno se je srednjeveška zgodovina St. Pöltna začela ob koncu 8. stoletja z gradnjo samostana Hippolytklosters, ki je bil tam, kjer je danes stavba škofije. Zgodnjesrednjeveška vas je bila najpogostejša teza zahodno od Hippolytklostersa, na mestu, ki je zdaj obdano z ulicami Klostergasse, Grenzgasse, Domgasse in Kremsergasse. Domnevajo, da sta bili Haufen in Gassengruppendorf tipični zgodnjesrednjeveški ulici. Omembe vredno je, da bi bil zgodnji St. Pölten na dveh območjih pristojnosti: samostan Hippolytkloster je pripadal samostanu Tegernsee, naselje je pripadalo kraju Treisma, ta pa Passauu. 

### Visoki srednji vek
Trške pravice je St. Pölten prejel leta 1050. Mesto je postal leta 1159 s škofom Konradom iz Passaua. Zato je z Ennsom in Dunajem najstarejše mesto v Avstriji, o čemer so še vedno polemike.

### Pozni srednji vek
V 13. stoletju je bilo mesto v zahodnem delu z Breiten Marktom (zdaj Rathausplatz) razširjeno in obdano z obzidjem. Območje okoli samostana je predstojnik prepustil občinski upravi s sodnikom in svetovalcem.
Iz leta okoli 1300 je prva novica o Judih v St. Pöltnu. V letih 1306 in 1338 so jih preganjali.
Leta 1338 je mestni škof Albert II. iz Passaua vodil slovesnost ob sprejetju novega statuta.
Do konca srednjega veka je St. Pölten ostal passauski in bil zastavljen madžarskemu kralju Matiji Korvinu. Leta 1481 je škof Friedrich Mauerkircher obljubil mesto madžarskemu kralju, ki ga je imel kot enega svojih glavnih oporišč v Spodnji Avstriji v boju proti cesarju Frideriku III.. Leta 1487 je dal St. Pöltnu pismo z grbom, kmalu zatem pa obsežne cestnine in prometne privilegije. Po izgonu madžarskega kralja je Maksimilijan I. leta 1491 sklenil bratislavski mir in dobil mesto kot vojni plen. Kot glavno deželno mesto je bil St. Pölten zastopan v parlamentu in leta 1538 mu je Ferdinand I. Habsburški podelil nov grb, ki mu je prinesel nov položaj.

### Moderna doba
Mestno obzidje je bilo med prvo avstrijsko-turško vojno leta 1529 in veliko turško vojno leta 1683 učinkovita zaščita pred Turki.
Po letu 1560 se je velik del prebivalstva priključil protestantski veri. Po letu 1575 se je začela protireformacija, ki je bila končana leta 1623.
Poseben razcvet je St. Pölten doživel v 17. in 18. stoletju. Jakob Prandtauer in Jožef Munggenast sta mestno središče uredila z baročno arhitekturo, zbrano okoli Wiener Hofa. V tistem času so dobili baročno podobo mestna stolnica, Karmeličanska cerkev, Inštitut za angleške gospodične, fasada Mestne hiše in številne palače. V stolnici (1722-1750) so delali priznani umetniki, kot so Daniel Gran, Bartolomeo Altomonte in Tobias Pock. Kot del katoliške reforme so ustanovili nov samostan. Samo na 29 ha mesta je bilo leta 1770 skupaj šest duhovnih uradov, od katerih sta zaradi razpustitve samostanov v okviru jožefinskih reform ostala samo Inštitut za angleške gospodične (od leta 1706) in frančiškanski samostan (danes filozofsko-teološka univerza). Jožefinske reforme so napravile St. Pölten za cerkveno središče: leta 1785 je bila škofija iz Wiener Neustadta prenesena v St. Pölten. Prvi škof je bil do leta 1792 Johann Heinrich von Kerens.
Po srednjeveških pogromih so bili v 17. stoletju spet Judje glavni podjetniki. Leta 1863 je bila v St. Pöltnu ustanovljena 800-članska judovska skupnost. Približno polovica članov je živela v mestu.
Po pohodu na St. Pölten ga je Napoleon I. 11. novembra 1805 zavzel brez boja in oplenil mesto. Tudi v letu 1809 je bilo mesto zasedeno s francoskimi vojaki.

### Industrializacija in prva polovica 20. stoletja
Z odprtjem železnice Kaiserin Elisabeth-Bahn leta 1858, pozneje Westbahn, in poznejšo gradnjo dodatnih tirov se je St. Pölten počasi razvil v industrijsko mesto. Od 18. stoletja so nastala majhna podjetja, kovačije, papirnice, podjetja za izdelavo sukna in druga. Po letu 1903 so bila ustanovljena pomembna velika podjetja, kot so papirnica Salzer, Maschinenfabrik Voith, 1. Österreichischen Glanzstoff-Fabrik AG in železniške delavnice. Prebivalstvo je skokovito naraslo (1848: 4500, 1880: 10.000, 1922: skoraj 22.000). Leta 1922 so nastala nova naselja Viehofen, Ober- und Unterwagram, Teufelhof in Spratzer. S sprejetjem svojega statuta leta 1922 je bil upoštevan nov gospodarski pomen St. Pöltna.
Gospodarska kriza leta 1930 je povzročila na tisoče brezposelnih.
Po razpadu avstro-ogrske monarhije leta 1918 so v St. Pöltnu nastali povojni politični nemiri, državljanska vojna leta 1934 in priključitev Avstrije leta 1938 ga je seveda tudi prizadela.

#### Vojaška industrija
Med vojno je tudi v St. Pöltnu velik del kmetijske dejavnosti prevzela oborožitev. Številna podjetja, tudi največja, so svoje proizvodne in kadrovske zmogljivosti močno povečala. Ker so iz mesta izginili ne samo Judje, ampak tudi velik del preostalega moškega prebivalstva, so začele v St. Pöltnu delati ne le ženske, ampak tudi prisilni delavci (vojni ujetniki, priporniki). 

#### Vojna
Junija 1944 so bili  prvi letalski napadi zavezniških bombnikov. Glavni cilj je bila železniška postaja. Najhujše bombardiranje je bilo za veliko noč leta 1945, ko je bilo 591 smrtnih žrtev, od 4260 hiš je bilo popolnoma uničenih 142, 233 več kot polovica, 2701 zmerno poškodovanih. 3500 ljudi je ostalo brez strehe nad glavo, veliki deli infrastrukture (kot so plinovod in vodod) so bili uničeni. 14. aprila 1945 se je začel napad Rdeče armade. Po hitri zasedbi mesta 15. aprila so se boji nadaljevali proti zahodu St. Pöltna. Osvoboditev izpod nacističnega režima in konec vojne sta pomenila začetek ropanja hrane in številnih posilstev ruskih vojakov. Po koncu sovražnosti je velik del v mestu  nameščene Rdeče armade odšel dalje. 
Na splošno je vojna v St. Pöltnu uničila in močno poškodovala 39 % stavb . 

### Obnova 1945-1955
Po koncu vojne sta sprva vladala beda in brezdomstvo. Naslednja tri leta so pospravljali ruševine, obnovili železniško postajo, glavne oskrbne centre in nekaj mostov čez reko Traisen. Šele po tem je v velikem obsegu cerkev začela graditi hiše, šole, ceste, kanale itd. Večina novih domov je nastala leta 1952.  Za gospodarstvo je bilo značilno pomanjkanje blaga, potrošne dobrine so bile težko dostopne zaradi močne inflacije. Oblačila, pohištvo in še posebej hrano je bilo mogoče dobiti z nakaznicami, ki so bile izdane glede na poklic, starost itd. Vzpostavil se je črni trg, kar je trajalo do približno leta 1950.
Po vojni je Rdeča armada začela odpravo nemškega premoženja (zlasti strojev v velikih podjetjih, kot so skupina Voith in Glanzstoff), vendar je to ustavilo organizirano nadaljevanje proizvodnje, ko je postalo jasno, da bi okupacija trajala dlje. Vsa podjetja, ki so bila šteta kot nemško premoženje, je  27. junija 1946 prevzela Skupina USIA. Na trgu dela so bila njena podjetja dejavnik stabilnosti, čeprav je stopnja brezposelnosti v St. Pöltnu leta 1953 narasla za več kot devet odstotkov.
Leta 1955 je imela občina 43,23 km²  in 38.563 prebivalcev. St. Pölten je bil osmo največje mesto v Avstriji in ostal največje v Spodnji Avstriji.
Maja leta 1955 je bila podpisana pogodba, avgusta 1955 pa so se sovjetske čete začele umikati iz St. Pöltna. 13. septembra je zadnji vojak zapustil mesto. 
Vprašanje glavnega mesta ===
Pokrajinsko glavno mesto Spodnje Avstrije je St. Pölten postal z resolucijo Deželnega zbora z dne 10. julija 1986, ko je pred tem na referendumu 1. in 2. marca 1986 dosegel 45 %  (Krems - 29 %, Baden - 8 %, Tulln - 5 % in Wiener Neustadt - 4 %). Od leta 1997 je St. Pölten po eksodusu državne oblasti na Dunaj in gradnji vladnega okrožja tudi sedež spodnjeavstrijske deželne vlade.
9. julija 1999 je mesto prejelo za svoje storitve na mednarodnem področju s tesnim medinstitucionalnim sodelovanjem in kot vodja "sodelovanja mreže evropskih srednjevelikih mest" častno plaketo Evrope. Na seji Sveta Evrope 26. aprila 2001 je St. Pölten prejel nagrado Evropa. Leta 2002 je bil odprt deželni muzej Spodnje Avstrije.

## Kultura in znamenitosti

### Sakralni objekti
- Stolnica Marijinega vnebovzetja in stavba škofije: barokizirana nekdanja romanska bazilika, delo Jakoba Prandtauera, Matthiasa Steinla in Josepha Munggenasta. Freske in slike, med drugim delo Daniela Grana, Thomasa Friedricha Gedona, Bartolomea Altomonteja, Antonia Tassija in Tobiasa Pocka. Romanska rožnovenska kapela. 77 m visok romanski zvonik.
- Mary Ward Schulzentrum St. Pölten (prej Inštitut za angleške gospodične): Jakob Prandtauer in njegova gradbena šola je od 1707 obnovila stavbo z baročno palačno fasado, eno najlepših v Spodnji Avstriji. Kapela s freskami Paula Trogerja, Bartolomea Altomonteja Lurško votlino.
- Samostan in frančiškanska cerkev Svete trojice (nekdanja karmeličanska cerkev z rokokojsko fasado, znotraj štiristranska oltarna slika Martina Johanna Schmidta).
- Župnijska cerkev sv. Janez Kapistrana
- Župnijska cerkev sv. Jožefa
- Župnijska cerkev Lurške Marije
- in druge

Oskrunjeni samostani in sakralni objekti
- Nekdanji frančiškanski samostan
- Nekdanji karmeličanski samostan
- Nekdanja sinagoga

### Vladna četrt
- Poslopje Deželne vlade, arhitekt Ernst Hoffmann.
- Festspielhaus - koncertna dvorana z okoli 1100 sedeži, arhitekt Klaus Kada, odprta leta 1997.
- Shedhalle: razstavna dvorana, odprta v letu 2002, Hans Hollein.
- Spodnjeavstrijski deželni muzej (Niederösterreichisches Landesmuseum): muzej za naravo, umetnost in civilizacije, arhitekt Hans Hollein.
- Nacionalna knjižnica in državni arhiv; arhitekti Karin Bily, Paul Katzberger, Michael Loudon.
- Klangturm: sprehajalni in zvočni prostori v treh etažah z zvočnimi žogicami in razglediščem; arhitekt Ernst Hoffmann.
- prehod v poslopje Deželne vlade: zgrajen med 1993-1997, Boris Podrecca.
- ORF deželni studio: zgrajen med 1994-1998, Gustav Peichl

### Druge pomembnejše zgradbe
- Glavna železniška postaja (Hauptbahnhof)
- Vojašnica (Hesserkaserne)
- Mestna hiša (Rathaus): stoji na Rathausplatzu. Več arhitekturnih slogov - romanski oboki, gotske niše, renesančni napisi, baročna fasada in renesančni stolp Josepha Munggenasta. Županove sobe imajo baročne stropne štukature (Kaiserstuckdecke).
- Mestna dvorana (Stadtsäle)
- Državno gledališče Spodnje Avstrije (Landestheater Niederösterreich)
- Festivalna dvorana (Festspielhaus St. Pölten)

## Pobratena mesta
St. Pölten je pobraten z mesti:
- Altoona, Pensilvanija, ZDA
- Brno, Češka republika [14][15]
- Clichy, Francija
- Heidenheim, Nemčija
- Kurašiki, Japonska
- Nyíregyháza, Madžarska
- Vuhan, Kitajska